# Karen Pryor
Karen Pryor (nombre de nacimiento Karen Wylie; Nueva York, 14 de mayo de 1932-4 de enero de 2025) fue una autora estadounidense que se especializó en psicología del comportamiento y biología de mamíferos marinos. Ella es fundadora y defensora del entrenamiento con clicker. Anteriormente fue Comisionada de Mamíferos Marinos del gobierno de los Estados Unidos.

## Vida personal
Pryor es hija dela anticuaria Sally Ondeck y el autor Philip Wylie. Su tío fue Max Wylie, cocreador de The Flying Nun. Su prima, Janice Wylie, fue asesinada en 1963 junto con su compañera de cuarto Emily Hoffert en lo que se conoció como Career Girls Murder
Su primer matrimonio fue con Tap Pryor desde 1954 hasta su divorcio en 1975. Tuvieron tres hijos: Ted, Michael y Gale. Su segundo matrimonio fue con Jon Lindbergh, hijo del aviador Charles Lindbergh y la escritora Anne Morrow Lindbergh; se divorciaron en 1997.

## Publicaciones
- 2014, En mi mente: Reflexiones sobre el comportamiento y el aprendizaje animal
- 2009, Alcanzando la mente animal: entrenamiento con clicker y lo que nos enseña sobre todos los animales
- 2002, Haga clic para ganar: entrenamiento con clicker para el Show Ring
- 1998, Sociedades de delfines: descubrimientos y rompecabezas ed. con Kenneth Norris; Prensa de la Universidad de California
- 1984, No dispares al perro: el nuevo arte de enseñar y entrenar
- 1999, Un perro y un delfín 2.0: una introducción al entrenamiento con clicker
- 1999, Primeros pasos: Entrenamiento con clicker para gatos
- 1999, Primeros pasos: Entrenamiento con clicker para perros
- 1975, Muchachos antes que el viento
- 1963, Amamantando a su bebé (HarperCollins Publishers)
- 1994, Sobre el comportamiento: ensayos e investigaciones
- 2002, Crunch and Des: Historias clásicas de la pesca en agua salada
- 1985, Cómo enseñar a tu perro a jugar Frisbee
- 2014, Prior, K. Un viaje de delfines. 40.º aniversario de los mamíferos acuáticos: número especial, 104–115.
- 2014, Pryor, K. & Chase, S. Formación para el comportamiento variable e innovador. Revista Internacional de Psicología Comparada, 27, 218-225
- Pryor, K. & Ken Ramirez, K. (2014) Entrenamiento moderno de animales. En The Wiley-Blackwell Handbook of Operant and Classical Conditioning. McSweeney, FK y Murphy, ES (eds. ).
- 2001, Preor, KW. Transmisión cultural del comportamiento en animales: cómo una tecnología de entrenamiento moderna utiliza la imitación social espontánea en cetáceos y Ciencias del comportamiento y del cerebro, 24, 352-352
- 1991, Pryor, K. y Shallenberger, I. Estructura de cardúmenes en delfines manchados ( Stenella attenuata ) en la pesquería atunera de cerco en el Pacífico Oriental Tropical. En Sociedades de Delfines: Descubrimientos y Rompecabezas. Pryor, K. y Norris, KS (eds. ). Berkeley: Prensa de la Universidad de California
- 1981, Prior, K. Por qué los entrenadores de marsopas no son amantes de los delfines: comunicación real y falsa en el escenario operante. Anales de la Academia de Ciencias de Nueva York, 364, 1, 137
- 1970, Norris, KS, Pryor, K. Un método de marcado para pequeños cetáceos. Revista de Mammalogía, 51, 3, 609-610
- 1969, Pryor, KW, Haang, R. y O'Reilly, J. La marsopa creativa: entrenamiento para un comportamiento novedoso. Diario del Análisis Experimental del Comportamiento, 12, 653-661
- 1966, Lang, TG, Pryor, K. Desempeño hidrodinámico de las marsopas ( Stenella attenuata ). Ciencia, 152, 3721, 531–533.
- 1965, Pryor, T., Pryor, K. y Norris, SK. Observaciones sobre una orca pigmea ( Feresa attenuata Gray ) de Hawai. Revista de mamalogía, 46, 3, 450–461.